# Середземномор'я

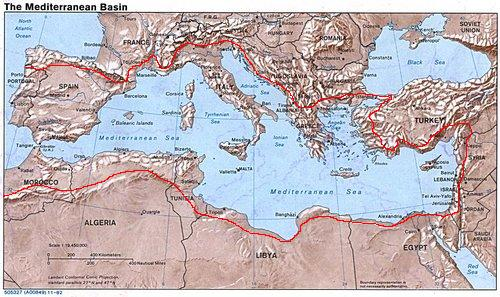
Приблизні межі регіону Середземномор'я вказані червоним

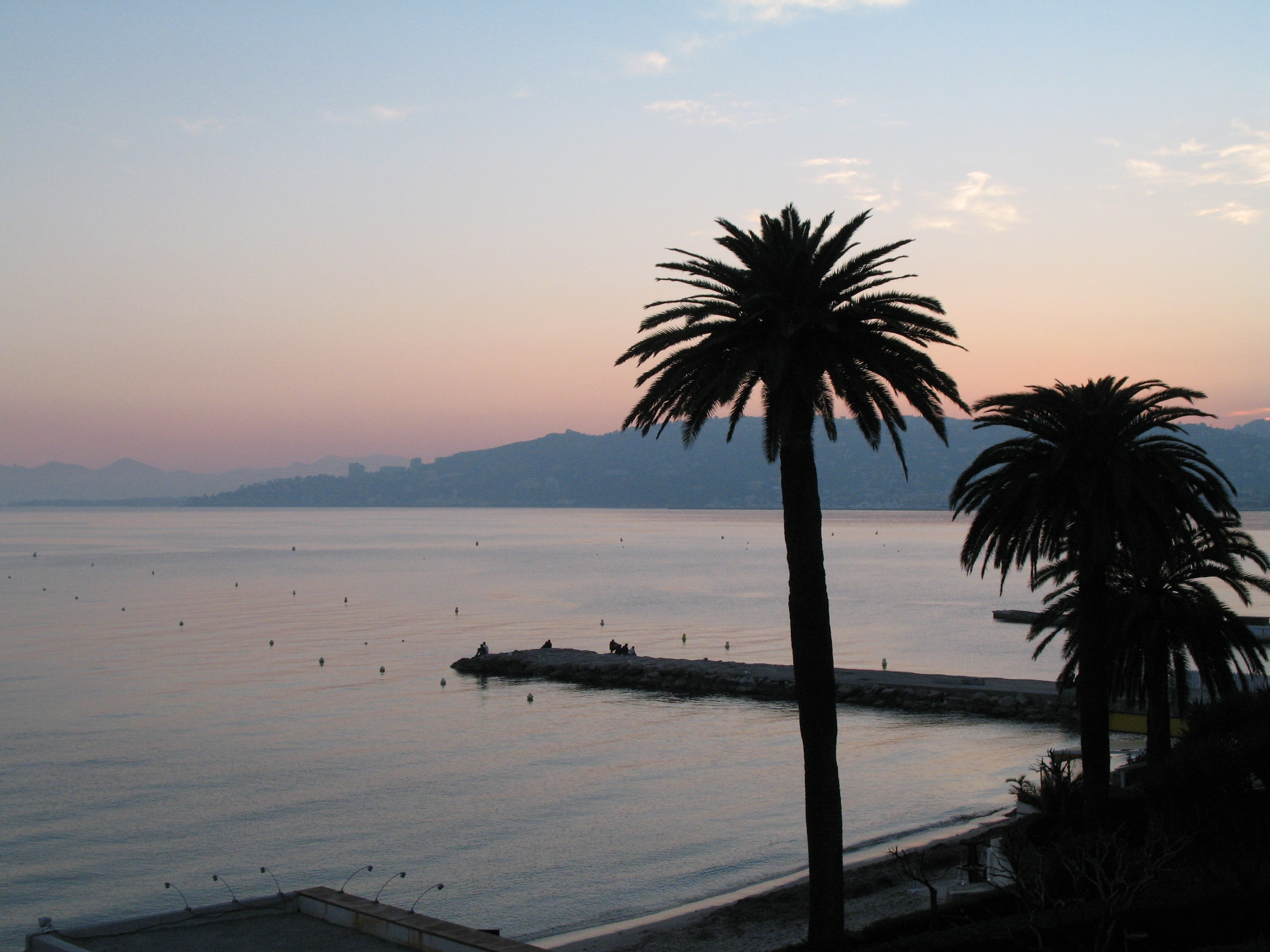
Захід сонця над Середземним морем, вигляд з міста Антіб (Antibes), французька Рив'єра

35° пн. ш. 18° сх. д. / 35° пн. ш. 18° сх. д.
Середземномо́р'я (грец. Μεσόγειος, італ. bacino del Mediterraneo, ісп. cuenca del Mediterráneo, фр. bassin méditerranéen, араб. حوض البحر الأبيض المتوسط) — міжконтинентальний історичний регіон, що простягнувся довкола Середземного моря та охоплює також і саме море, і острови на ньому. До Середземномор'я відносять прибережні регіони Південної Європи, Передньої (або Західної) Азії та Північної Африки. Площа близько 4 мільйонів км².
Характерною особливістю цього простору, як порівняти до інших подібних регіонів внутрішніх морів, — є його географічне положення на теренах трьох континентів. Країни, територія яких знаходяться в межах цього регіону часто називаються середземноморськими. Проте територія декотрих із них, як, наприклад Іспанія та Франція, виходить за межі регіону. А Португалія, що теж вважається середземноморською країною, взагалі не має прямого доступу до вищевказаного моря.
Існує декілька критеріїв щодо розмежування Середземномор'я. Вони мають, попри фізично-географічний та політичний, насамперед і кліматичний та культурний характер. Так би мовити, «на око», межі Середземномор'я нерідко визначають як ареал природного та потенційного поширення оливкового дерева. Цим самим стверджується обмеження регіону середземноморським кліматом — з дощовитою м'якою зимою та сухим жарким літом, що не відповідає дійсності. Адже не у всіх місцевостях з цим кліматом (наприклад у горах) ростуть оливки та й навіть суто прибережні регіони моря мають часто відмінні кліматичні якості. Окрім цього існує загальноприйнята думка, що регіони, де хоча й панує такий тип клімату, але які значно віддалені від Середземного моря, не вважаються середземноморськими. Це належить до кількох областей довкола Чорного моря та високогір'я Загросу, що в Ірані.

## Фізико-географічний нарис
Середземномор'я розташоване в межах Альпійської складчастої геосинклінальної області, багато районів відрізняються сильною сейсмічною активністю, є активні вулкани (Етна, Везувій, Стромболі). Для рельєфу північної частини характерне чергування середньовисотних гір, плоскогір'їв, горбистих рівнин; у багатьох районах розвинений карст (Динарське нагір'я та інші). В африканській частині широко розповсюджені пластові рівнини.
Субтропічний середземноморський клімат. Опадів на рівнинах 300—400 мм, у горах до 3 000 мм на рік (максимально в холодне півріччя). На південь і схід посушливість клімату зростає. Довгий (понад 7 місяців) вегетаційний період допускає вирощування субтропічних і ряду тропічних культур, проте нестача води стримує розвиток землеробства і садівництва. Річки влітку значно міліють, їх води значною мірою використовуються для зрошення. Основні річки: Ебро, Рона, По, Мариця, Ніл (деякі беруть початок за межами Середземномор'я).
У рослинному покрові переважають формації ксерофітових вічнозелених чагарників (маквіс, фригана, гарига), зустрічаються ділянки жорстколистих, широколистих і хвойних лісів (головним чином у горах). В африканській і азійській частинах Середземномор'я — напівпустелі і пустелі. Вирощують пшеницю, кукурудзу; сади, виноградники, плантації цитрусових, оливок; у гірських районах — тваринництво (головним чином вівчарство), в прибережних водах — рибальство (сардина, тунець).
Дуже багато ділянок узбережжя (Рив'єра та інші) перетворені в курортні зони.

## Країни регіону
| Африка: - Марокко - Алжир - Туніс - Лівія - Єгипет Азія: - Ізраїль - Ліван - Кіпр - Сирія - Туреччина | Європа: - Гібралтар - Греція - Албанія - Чорногорія - Хорватія - Боснія і Герцеговина - Словенія - Італія - Мальта - Монако - Франція - Іспанія - Сан-Марино - Ватикан - Португалія |

— Курсивом виділені країни, що не мають безпосередньо виходу до Середземного моря.